# Cernering
Cernering, av franska cerner 'omringa',  i sin tur av latinska circino 'kretsa runt', 'cirkla', militär inneslutning av en fästning, stad eller liknande. I motsats till en belägring var syftet med en cernering inte att förbereda en stormning, utan bara att hålla fästningen eller staden avskild från omvärlden, och låta hunger, törst eller sjukdomar framtvinga en kapitulation. Om även en avskärning till sjöss innefattas kallas denna blockad.